# FC Milsami Orhei
El FC Milsami es un club de fútbol moldavo de la ciudad de Orhei, fundado en 2005. El equipo disputa sus partidos como local en el Complexul Sportiv Raional y juega en la Superliga de Moldavia. Anteriormente el club fue conocido como FC Viitorul Orhei.

## Nombres Anteriores
- FC Viitorul Step-Soci (2005–07)
- FC Viitorul Orhei (2007–10)
- FC Milsami Orhei (2010–11)
- FC Milsami-Ursidos (2011-12)
- FC Milsami-Orhei (2012-)

## Palmarés
- Divizia Națională: 2

2014-15, 2024-25
- Copa de Moldavia: 2

2011-12, 2017-18
- Supercopa de Moldavia: 2

2012, 2019
- Divizia A: 1

2008-09

## Participación en competiciones de la UEFA
| Competicion UEFA | Competicion UEFA             | Competicion UEFA | Competicion UEFA      | Competicion UEFA | Competicion UEFA | Competicion UEFA |
| Temporada        | Torneo                       | Ronda            | Club                  | Casa             | Visita           | Global           |
| ---------------- | ---------------------------- | ---------------- | --------------------- | ---------------- | ---------------- | ---------------- |
| 2011–12          | UEFA Europa League           | Clasificatoria 1 | Dinamo Tbilisi        | 1–3              | 0–2              | 1–5              |
| 2012–13          | UEFA Europa League           | Clasificatoria 2 | Aktobe                | 4–2              | 0–3              | 4–5              |
| 2013–14          | UEFA Europa League           | Clasificatoria 1 | F91 Dudelange         | 1–0              | 0–0              | 1–0              |
| 2013–14          | UEFA Europa League           | Clasificatoria 2 | Shakhtyor Salihorsk   | 1–1              | 1–1              | 2–2 (4:2 p)      |
| 2013–14          | UEFA Europa League           | Clasificatoria 3 | Saint-Étienne         | 0–3              | 0–3              | 0–6              |
| 2015–16          | UEFA Champions League        | Clasificatoria 2 | Ludogorets Razgrad    | 2–1              | 1–0              | 3–1              |
| 2015–16          | UEFA Champions League        | Clasificatoria 3 | Skënderbeu Korçë      | 0–2              | 0–2              | 0–4              |
| 2015–16          | UEFA Europa League           | Playoff          | Saint-Étienne         | 1–1              | 0–1              | 1–2              |
| 2017–18          | UEFA Europa League           | Clasificatoria 1 | Fola Esch             | 1–1              | 1–2              | 2–3              |
| 2018–19          | UEFA Europa League           | Clasificatoria 1 | Slovan Bratislava     | 2–4              | 0–5              | 2–9              |
| 2019–20          | UEFA Europa League           | Clasificatoria 1 | FCSB                  | 1–2              | 0–2              | 1–4              |
| 2021–22          | Europa Conference League     | Clasificatoria 1 | Sarajevo              | 0–0              | 1–0              | 1–0              |
| 2021–22          | Europa Conference League     | Clasificatoria 2 | Elfsborg              | 0–5              | 0–4              | 0–9              |
| 2022–23          | Europa Conference League     | Clasificatoria 1 | Panevėžys             | 2–0              | 0–0              | 2–0              |
| 2022–23          | Europa Conference League     | Clasificatoria 2 | KuPS                  | 1–4              | 2–2              | 3–6              |
| 2023-24          | Europa Conference League     | Clasificatoria 1 | Panevėžys             | 0–1              | 2–2              | 2–3              |
| 2024–25          | Europa Conference League     | Clasificatoria 1 | Torpedo-BelAZ Zhodino | 0–0              | 4–2              | 4–2              |
| 2024–25          | Europa Conference League     | Clasificatoria 2 | Astana                | 1–1              | 0–1              | 1–2              |
| 2025-26          | Liga de Campeones de la UEFA | Clasificatoria 1 | Kuopion Palloseura    | 0–0              | 0–1              | 0–1              |
| 2025-26          | Liga Conferencia de la UEFA  | Clasificatoria 2 | K. K. Budućnost       |                  | 0–0              | 0–0              |